# シャルロット・ド・サヴォワ
シャルロット・ド・サヴォワ（Charlotte de Savoie, 1441年 - 1483年12月1日）は、フランス王ルイ11世の2度目の妃。父はサヴォイア公ルドヴィーコ、母はキプロス王女アンヌ・ド・リュジニャン。
イタリア語名はカルロッタ・ディ・サヴォイア（Carlotta di Savoia）。フランソワ1世の母ルイーズ・ド・サヴォワの叔母に当たる。

## 生涯
1451年2月に20歳年上のルイと結婚した。しかしルイはすぐに彼女を放任するようになった。
ルイは1461年に王位につくとただちに、自らが王領と主張するブルゴーニュへシャルロットを追いやった。シャルロットは、イザベル・ド・ブルボン（ブルゴーニュ公シャルルの2度目の妻で、娘婿となるブルボン公ピエール2世の姉）の援助で生活した。
孤独な生活の後、夫の死から数ヶ月後にアンボワーズで死去した。死後は夫君と同じく、現在のロワレ県、オルレアン近郊のクレリ＝サン＝タンドレ僧会教会に葬られた。

## 子女
- ルイ（1458年 - 1460年）
- ジョアシャン（1459年 夭折）
- ルイーズ（1460年 夭折）
- アンヌ（1461年 - 1522年） - ブルボン公ピエール2世妃
- ジャンヌ（1464年 - 1505年） - フランス王ルイ12世の最初の妃
- フランソワ（1466年 夭折）
- シャルル（1470年 - 1498年） - フランス王シャルル8世
- フランソワ（1472年 - 1473年）